# Павлиний трон

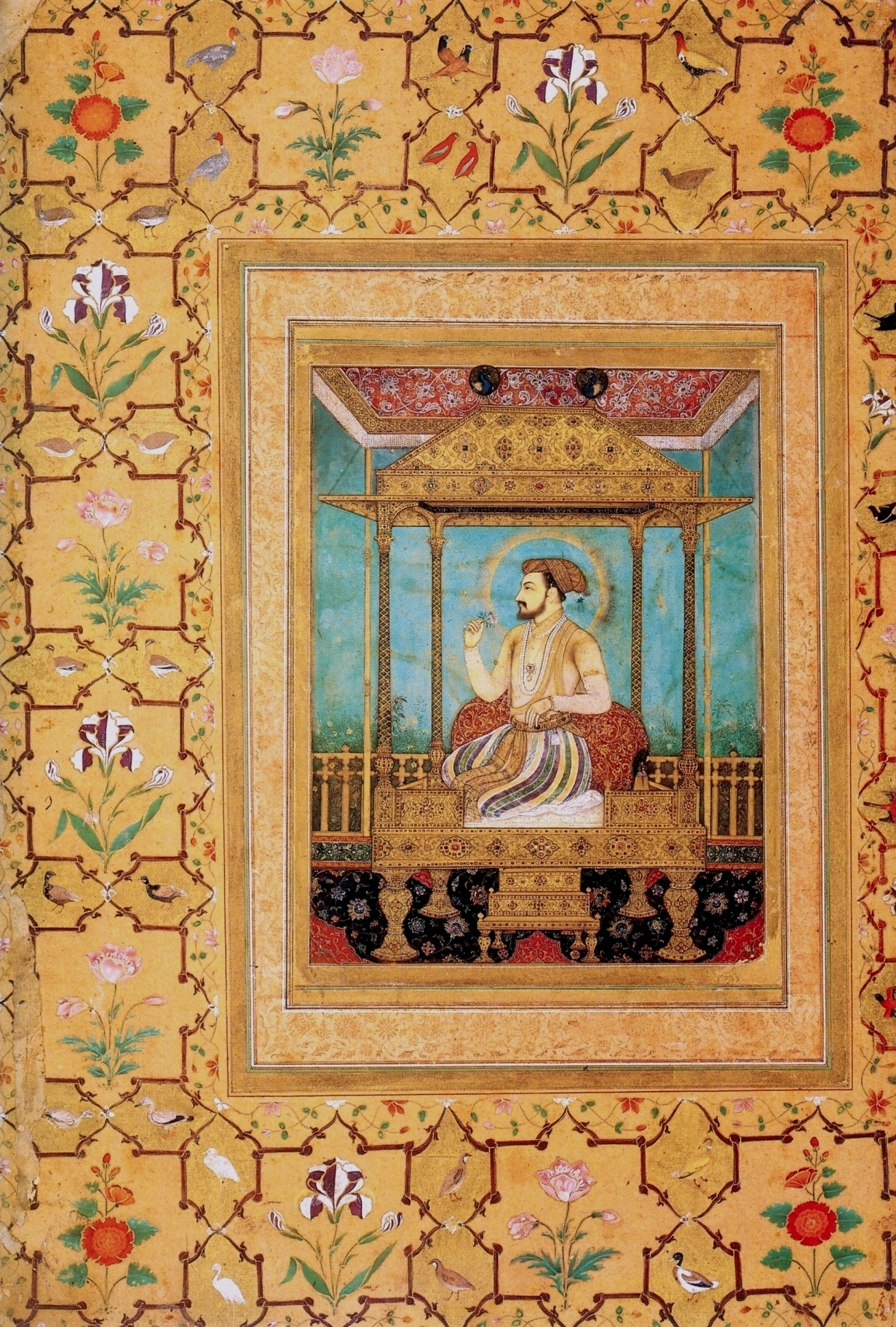
Говардхан. Шах Джахан на Павлиньем троне. ок. 1635 г. Музей Гарвардского Университета, Кембридж.

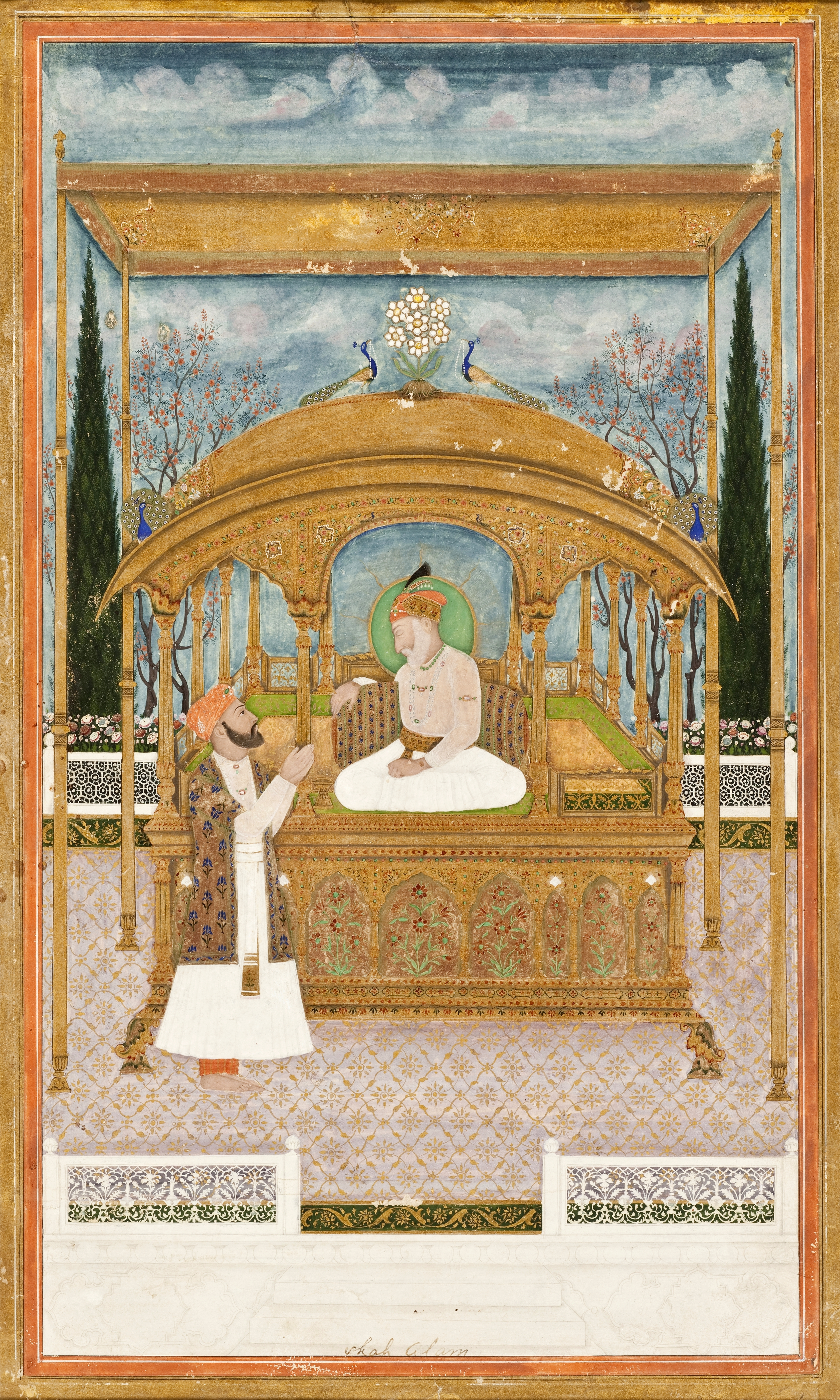
Художник Хайрулла. Слепой император Шах Алам II, восседающий на копии Павлиньего трона.1801г. Миниатюра. Музей искусства, Лос Анджелес.

Павлиний трон — золотой трон Великих Моголов, был вывезен из Индии шахом Персии Надир-шахом в 1739 году и позже уничтожен.
Павлиний трон был изготовлен для падишаха Могольской империи Шах-Джахана в XVII веке. По описаниям европейцев, в частности, Тавернье, это был самый роскошный трон в мире. Подданные приближались к нему по серебряным ступеням. Ножки у трона были золотые и украшены самоцветами. За спинкой вздымались два павлиньих хвоста из золота, с алмазными и рубиновыми вкраплениями, украшенные эмалью.
Однако образцы могольской живописи свидетельствуют, что, вопреки описанию Тавернье, у могольского трона (тахта) спинки не было: ею служила подушка (мутак). Павлины же из драгоценных камней, судя по миниатюрам, оставленным художниками Шах Джахана, украшали балдахин.
Павлиний трон (Тахт-е Таус) создавался семь лет. В числе драгоценных камней, вставленных в трон, были жемчуг, изумруды, рубины, шпинели, сапфиры и бриллианты. Эти драгоценности выглядели как разноцветные перья павлина в окружении украшений. Самыми заметными драгоценными камнями Павлиньего трона были алмаз «Шах Акбар», алмаз «Великий Могол», «рубин Тимура», большой алмаз «Большая Скрижаль» и алмаз «Шах».
При разграблении Дели Надир-шах вывез в Иран не только Павлиний трон, но и драгоценный диван с павлиньей атрибутикой. Видевший трон в Персии безымянный агент сообщал русскому консулу в Исфахане Кадушкину, что

при виде такого сказочного богатства было отчего сойти с ума: сам Павлиний трон весил чуть менее двух тонн чистого золота. Одних только оправленных в золото рубинов, изумрудов и бриллиантов (и среди них знаменитый Кох-и-Нур) вывезли на 21 верблюде более пяти тонн, мелких алмазов до полутонны, а жемчуг и вовсе не стали считать.
Речь в донесении шла обо всех сокровищах, вывезенных Надир-шахом из кладовых моголов. Персидский правитель лишился павлиньих трона и дивана во время боёв с курдами. Последние, по всей видимости, разобрали трон на части и распродали фрагменты его декоративного убранства.

## Судьба трона
Павлиний трон (Тахт-и Таус) был заказан Шах-Джаханом вскоре после своего провозглашения императором. 12 марта 1635 года, во время празднования Нового года, готовый трон был установлен у южной стены нижнего двора в Агре. Шах-Джахан восседал там до конца марта 1648 года, когда императорский двор был переведён в Дели. Здесь трон установили в Зале частных аудиенций (Диван-и Хас) Красного форта. Следующий император, Аурангзеб (1658—1707), также использовал Павлиний трон в качестве символа блеска, богатства и силы своей власти.
После захвата Дели Надир-Шахом в 1739 году, трон был вывезен в Персию, где из него было извлечено золото и драгоценные камни, часть которых была использована при создании трона для Фетх Али-шаха (1797—1834) из династии Каджаров и его последователей.
После смерти Надир-шаха  трон был разобран и многие его детали затерялись. Династия Каджаров, пришедшая к власти в Иране после Афшаридов — династии Надир-шаха — воссоздала трон в нескольких версиях. Все версии Павлиньего трона, дошедшие до наших дней, хранятся в Тегеранском музее драгоценностей. Из ныне существующих «павлиньих тронов» наиболее роскошный был изготовлен в 1812 году по заказу Фетх Али-шаха.
После того, как Могольская империя лишилась одного из своих самых блестящих символов, там была создана удешевлённая,  стилизованная копия Павлиньего трона, на которой восседали растерявшие свою власть падишахи периода упадка государства.